# یواس‌اس ناراگنست (اس‌پی-۲۱۹۶)
یواس‌اس ناراگنست (اس‌پی-۲۱۹۶) (به انگلیسی: USS Narragansett (SP-2196)) یک کشتی بود که طول آن ۳۲۰ فوت ۲ اینچ (۹۷٫۵۹ متر) بود. این کشتی در سال ۱۹۱۳ ساخته شد.